# Trompetenweine
Die Trompetenweine (Podranea) sind eine Pflanzengattung in der Familie der Trompetenbaumgewächse (Bignoniaceae).

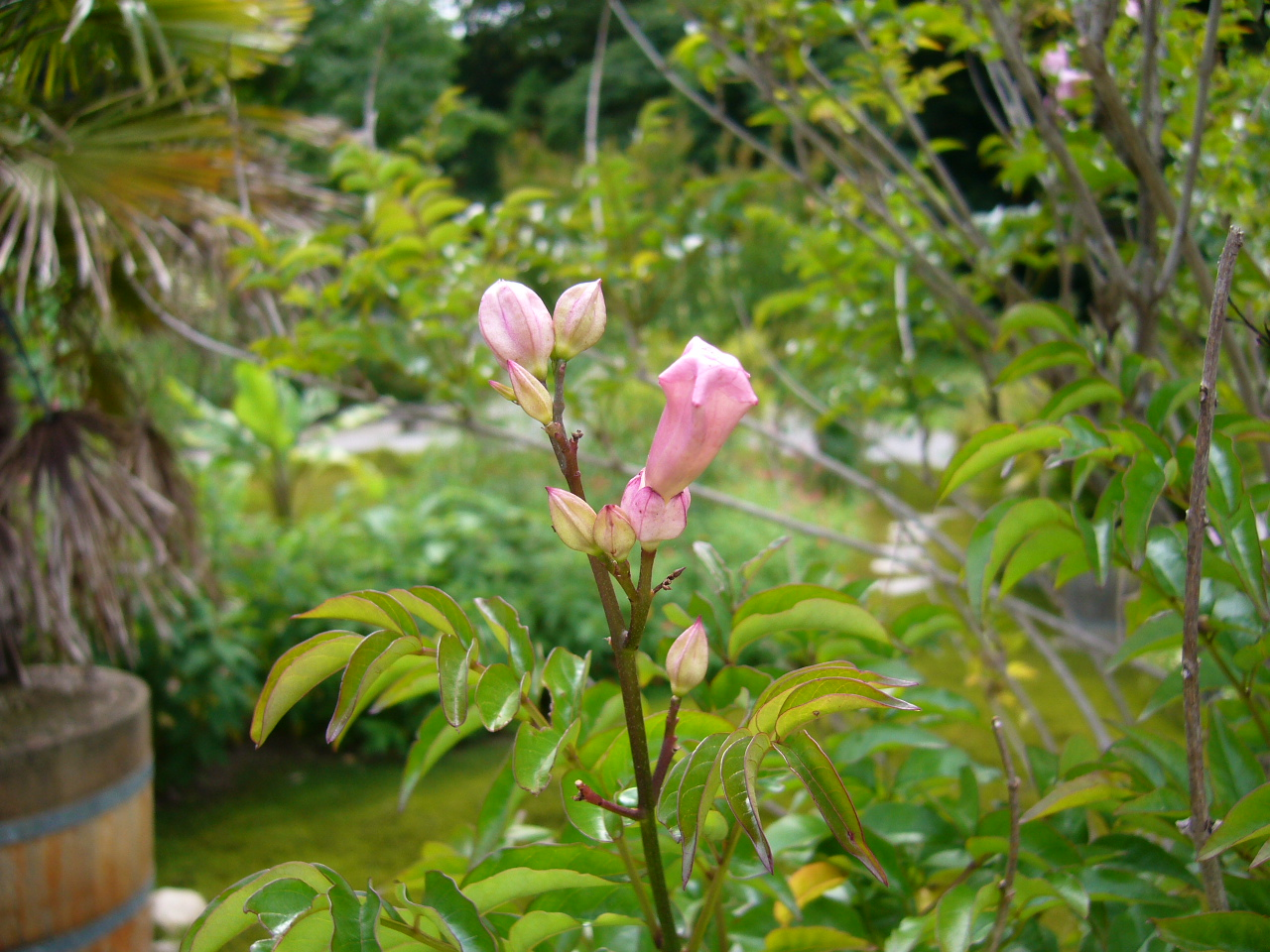
Laubblätter und Blütenknospen des Rosa Trompetenweins (Podranea ricasoliana)

## Beschreibung

### Vegetative Merkmale
Die Trompetenwein-Arten wachsen als  immergrüne, kletternde Sträucher oder Lianen und erreichen Wuchshöhen bis über 5 Meter.
Die gegenständig angeordneten Laubblätter sind in Blattstiel und -spreite gegliedert. Die unpaarig gefiederte Blattspreite setzt sich aus 5 bis 13 eiförmigen, zugespitzten Blättchen zusammen.

### Generative Merkmale
Die Blüten stehen in endständigen, rispigen Blütenständen zusammen. Die zwittrigen Blüten sind zygomorph und fünfzählig mit doppelter Blütenhülle. Die fünf Kronblätter sind glockenförmig verwachsen. Die Blütenkrone ist rosafarben und im Schlund dunkler geadert. Die bis zu 7,5 × 7,5 Zentimeter große Blütenkrone ist schwach zweilippig und endet fünflappig. Sie besitzen zwei lange und zwei kurze Staubblätter sowie ein Staminodium. Der Fruchtknoten ist oberständig und die Narbe ist zweilappig. Es ist ein Diskus vorhanden.
Die bis zu 40 Zentimeter langen, zylindrischen Kapselfrüchte öffnen sich bei der Reife zweiklappig und geben ihre zahlreichen, beidseits geflügelten, flachen Samen frei.

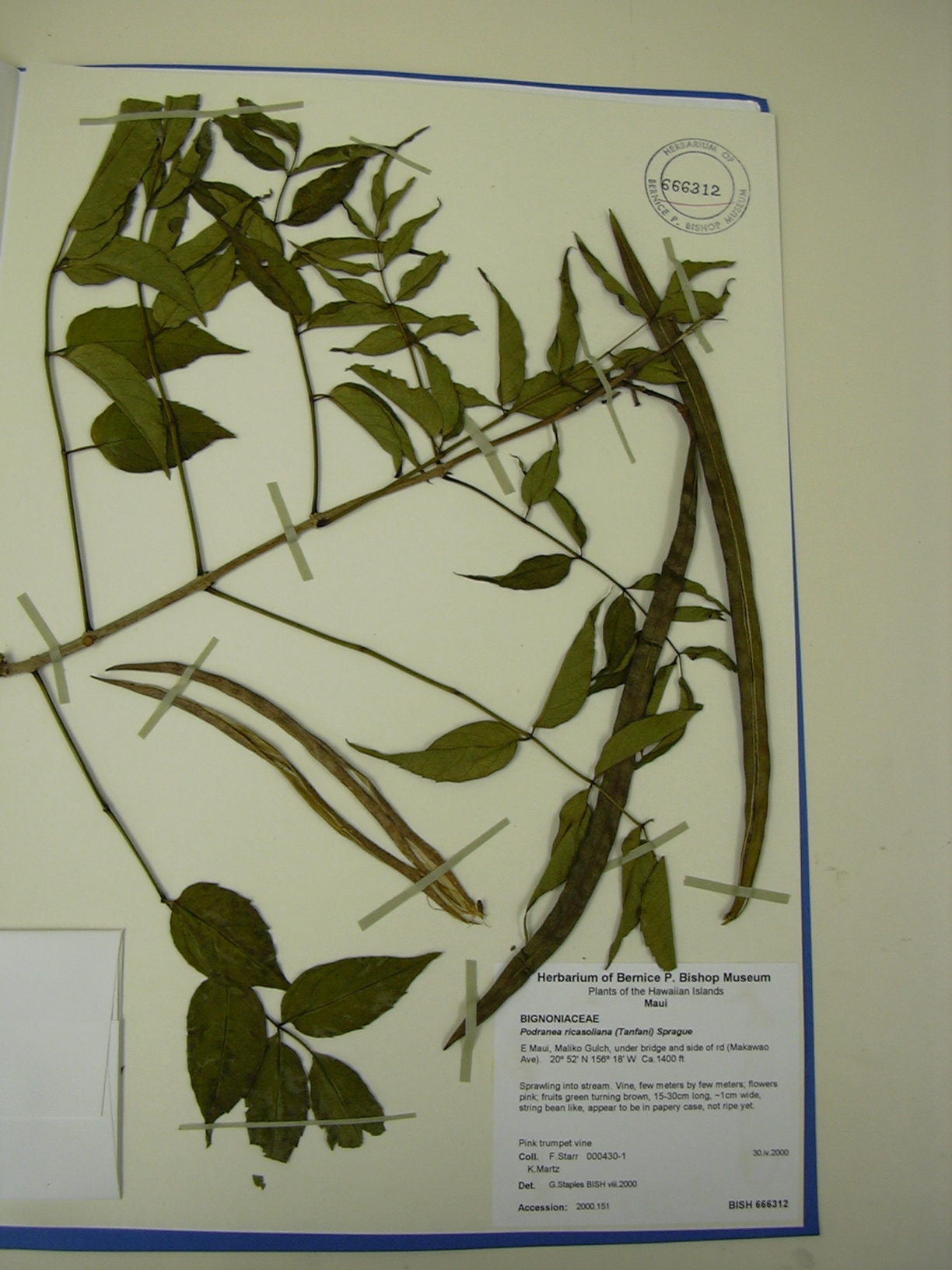
Herbarbeleg des Rosa Trompetenweins (Podranea ricasoliana)

## Systematik und Verbreitung
Die Gattung Podranea wurde 1904 durch Thomas Archibald Sprague in William Henry Harvey und O. W. Sonder: Flora Capensis, ..., Volume 4, Section 2, Seiten 449–450 aufgestellt.
Der Gattungsname Podranea ist ein Anagramm für Pandorea, eine nahe verwandte australische Pflanzengattung, aus der die Art Podranea ricasoliana in eine eigene Gattung gestellt wurde.
Die Gattung Podranea vom südlichen tropischen bis ins südliche Afrika verbreitet. Der Rosa Trompetenwein (Podranea ricasoliana) ist unter anderem von Mittelamerika bis ins tropische Südamerika, in Teilen von Australien und Neuseeland als Gartenflüchter ein Neophyt.
In der Gattung Podranea gibt es nur zwei Arten:
- Podranea brycei (N.E.Br.) Sprague (Syn.: Pandorea brycei (N.E.Br.) Rehder): Sie kommt von Malawi über Simbabwe bis  Mosambik vor.[1]
- Rosa Trompetenwein (Podranea ricasoliana (Tanfani) Sprague, Pandorea ricasoliana (Tanfani) K.Schum.): Er kommt von Malawi, Mosambik bis Sambia und in den südafrikanischen Provinzen Ostkap sowie KwaZulu-Natal vor.[1]

Die beiden Arten sind sich recht ähnlich. Sie unterscheiden sich äußerlich lediglich in der Größe der Laubblätter und der Behaarung der Blüten. Manche Botaniker betrachten sie als nicht eigenständig und fassen beide zu einer einzigen Art zusammen.

## Nutzung
Der Rosa Trompetenwein (Podranea ricasoliana) wird als Zierpflanze in tropischen Parks und Gärten und in Räumen weltweit verwendet.